# Wohn- und Wirtschaftsgebäude Im Orth 7
Das Wohn- und Wirtschaftsgebäude Im Orth 7 in der niedersächsischen Gemeinde Lilienthal-Moorhausen im Landkreis Osterholz stammt aus der Mitte des 19. und Anfang des 20. Jahrhunderts. Aktuell (2025) wird es zum Wohnen und gewerblich genutzt.
Das Gebäude steht unter Denkmalschutz (siehe auch Liste der Baudenkmale in Lilienthal).

## Geschichte und Beschreibung
Der Ortsteil Moorhausen liegt am südlichen Rand des Königsmoores, der Ortskern bildet sich um die Straße Im Orth. Dieses Haus ist Teil einer Hofanlage.
Das eingeschossige giebelständige Gebäude als Zweiständer-Hallenhaus in Rasterfachwerk mit Steinausfachungen, mit reetgedecktem Krüppelwalmdach mit Uhlenloch wurde 1838 (Inschrift) gebaut.
In der Nachbarschaft steht das Wohn- und Wirtschaftsgebäude Im Orth 5 von 1855.
Das Landesdenkmalamt befand u. a.: „… Die Wohn-/Wirtschaftsgebäude von Moorhausen sind im Typ des niederdeutschen Hallenhauses mit Flettdielengrundriss errichtet, …“